# Nemipterus flavomandibularis
Nemipterus flavomandibularis là một loài cá biển thuộc chi Nemipterus trong họ Cá lượng. Loài cá này được mô tả lần đầu tiên vào năm 2013.

## Từ nguyên
Từ định danh flavomandibularis được ghép bởi hai âm tiết trong tiếng Latinh: flavus ("vàng tươi") và mandibularis ("ở hàm dưới"), hàm ý đề cập đến màu vàng nổi bật ở hàm dưới của loài này.

## Phân bố và môi trường sống
N. flavomandibularis hiện chỉ được biết đến tại cao nguyên ngầm Mascarene, từ Seychelles đến bãi ngầm Saya de Mahla, được tìm thấy ở độ sâu khoảng 50–275 m.

## Mô tả
Chiều dài cơ thể lớn nhất được ghi nhận ở N. flavomandibularis là 20,5 cm. Loài này có màu hồng tím. Mõm có 2 sọc vàng mảnh. Môi trên có viền vàng rất mảnh, còn môi dưới và dưới cằm có màu vàng. Màu vàng này kéo dài thành sọc về phía sau đến rìa dưới của nắp mang.
Số gai vây lưng: 10; Số tia vây lưng: 9; Số gai vây hậu môn: 3; Số tia vây hậu môn: 7; Số gai vây bụng: 1; Số tia vây bụng: 5.